# Sian Elias

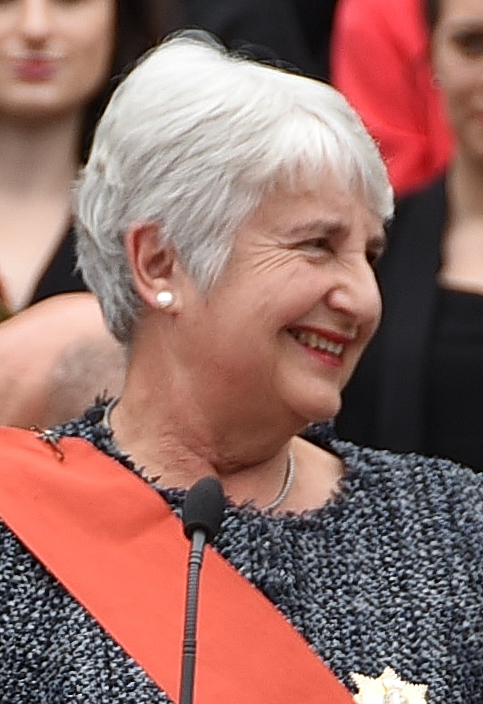
Sian Elias, 2016

Dame Sian Seerpoohi Elias, GNZM, QC (* 12. März 1949 in London) ist eine neuseeländische Juristin, die von 1999 bis 2019 als Chief Justice Präsidentin des Obersten Gerichtshofes (Supreme Court) war und als solche 2001, 2006, 2011 und 2016 kommissarische Generalgouverneurin Neuseelands war.

## Leben
Sian Elias, Tochter armenischer Flüchtlinge, absolvierte nach dem Besuch der Diocesan School for Girls in Auckland ein Studium der Rechtswissenschaften an der University of Auckland, das sie mit einem Bachelor of Laws (LL.B.) abschloss. 1970 erhielt sie zwar ihre anwaltliche Zulassung, absolvierte aber zunächst noch ein postgraduales Studium an der Stanford University, welches sie mit einem Master of the Science of Laws (JSM) beendete. Nach ihrer Rückkehr nahm sie 1972 eine Tätigkeit als Rechtsanwältin in Auckland auf und war zudem zwischen 1986 und 1990 Mitglied der Rechtskommission (Law Commission). Für ihre anwaltlichen Verdienste wurde sie 1988 zur Kronanwalt (Queen’s Counsel) ernannt. 1995 wurde sie als Richterin an das Obergericht (High Court) berufen.
Am 17. Mai 1999 wurde Sian Elias als Nachfolgerin von Thomas Eichelbaum als erste Frau Chief Justice und war damit seit dem 1. Januar 2004 Präsidentin des neu eingerichteten Obersten Gerichtshofes (Supreme Court). 1999 wurde sie als Dame Grand Companion des New Zealand Order of Merit (GNZM) geadelt. Als Chief Justice bekleidete sie kraft Amt zwischen den Wechseln der jeweiligen Amtsinhaber vom 22. März bis 4. April 2001, vom 4 bis 23. August 2006, vom 23. bis 31. Aug 2011 sowie zuletzt vom 31. August bis zum 28. September 2016 kommissarisch das Amt der Generalgouverneurin Neuseelands. 2019 endete ihre Amtszeit, ihre Nachfolgerin als Chief Justice wurde Helen Winkelmann.
Sian Elias, die mit dem Unternehmer Hugh Fletcher verheiratet ist, betreibt auch eine Viehzucht.